# Aeroportul Thaba Tseka
Aeroportul Thaba Tseka (IATA: THB, ICAO: FXTA) este un aeroport din Districtul Thaba-Tseka, Lesotho ce deservește zona Thaba-Tseka.
Situat la o altitudine de 2.286 m, aeroportul dispune de o singură pistă.